# Andora na Letnich Igrzyskach Olimpijskich 1988
Andorę na Letnich Igrzyskach Olimpijskich 1988 reprezentowało trzech zawodników.

## Reprezentanci

### Kolarstwo
mężczyźni
kolarstwo szosowe
- Xavier Pérez (59 m.)
- Emili Pérez (9 m.)

### Lekkoatletyka
mężczyźni
- 800 m : Josep Graells
- 1500 m : Josep Graells